# Giovanni Antonio Pellegrini

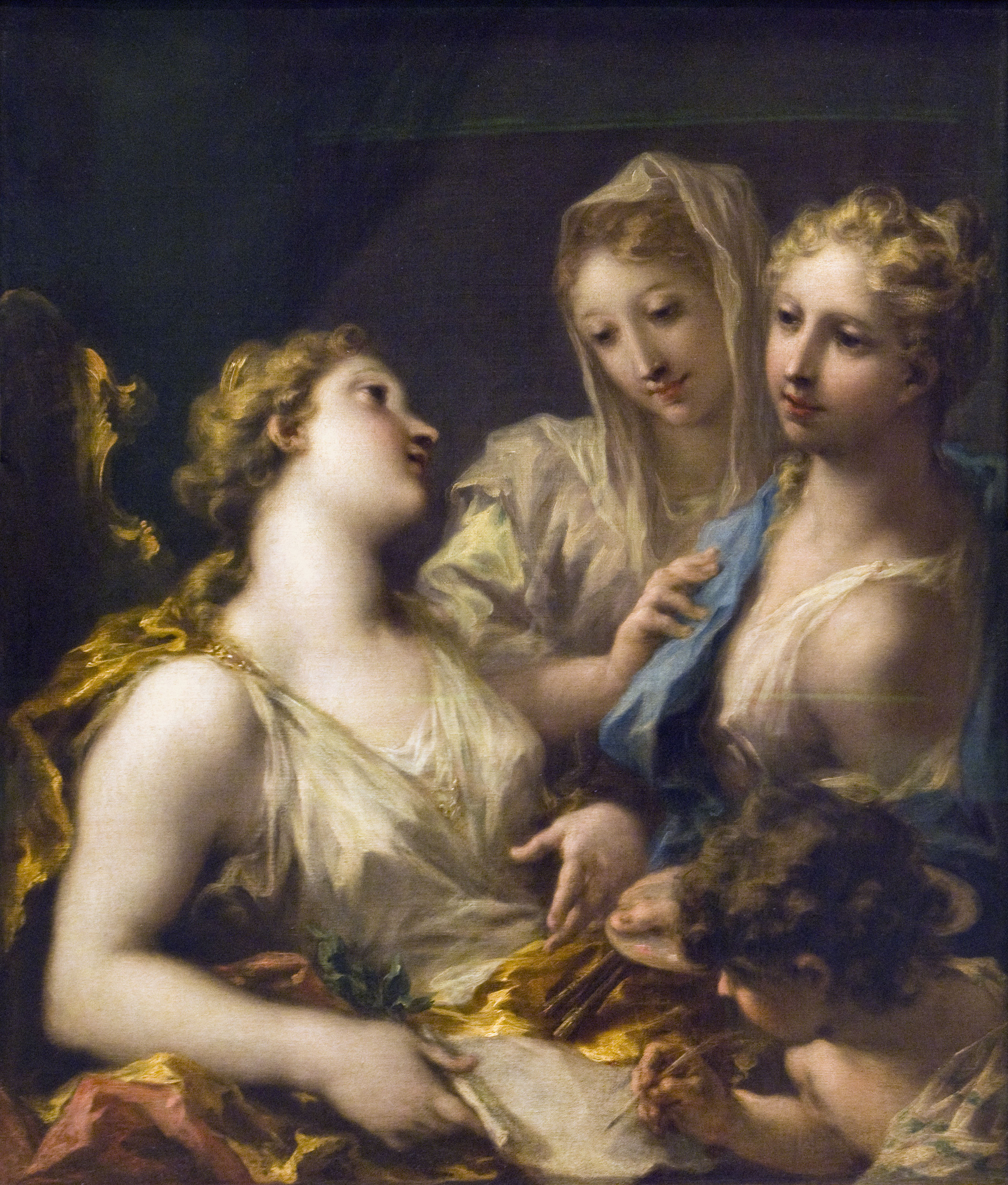
Malarstwo i Rysunek pouczający Miłość (1733), Luwr, Paryż

Giovanni Antonio Pellegrini (ur. 29 kwietnia 1675 w Wenecji, zm. 5 listopada 1741 tamże) – włoski malarz i rysownik okresu rokoka, przedstawiciel weneckiego malarstwa dekoracyjnego, szwagier Rosalby Carriery.
W l. 1708-13 przebywał w Anglii. Pracował w wielu miastach Europy (Antwerpia, Paryż, Drezno, Wiedeń, Praga, Mannheim, Würzburg).  W 1733 został członkiem Królewskiej Akademii Malarstwa i Rzeźby w Paryżu.
Malował freski i obrazy o tematyce mitologicznej, alegorycznej i religijnej.
Pozostawał pod wpływem Luki Giordano, Sebastiana Ricciego i Paola Verones’a. Był malarzem bardzo płodnym, ale niezbyt utalentowanym.

## Dzieła
- Alegoria Malarstwa (ok. 1730), 142 x 132 cm, Gallerie dell’Accademia, Wenecja
- Alegoria Rzeźby (ok. 1730), 142 x 132 cm, Gallerie dell’Accademia, Wenecja
- Autoportret (ok. 1717), 83,8 x 66,3 cm, National Portrait Gallery, Londyn
- Bachus i Ariadna (1720-21), 303 x 188 cm, Luwr, Paryż
- Chrystus uzdrawiający paralityka (1730-32), 95 x 50 cm, Muzeum Sztuk Pięknych, Budapeszt
- Diana i Endymion (ok. 1720), 303 x 188 cm, Luwr, Paryż
- Malarstwo i Rysunek pouczający Miłość (1733), 99 x 85 cm, Luwr, Paryż
- Rebeka przy studni (ok. 1715), 127 x 120 cm, National Gallery, Londyn
- Toaleta Wenus (I poł. XVIII w.), 54 x 45 cm, Muzeum Narodowe w Warszawie
- Wstrzemięźliwość Scypiona (ok. 1719), 103 x 128,5 cm, Muzeum Historii Sztuki, Wiedeń